# شب (فیلم ۲۰۱۷)
شب (به هندی: Shab) فیلمی محصول سال ۲۰۱۷ و به کارگردانی اونیر است. در این فیلم بازیگرانی همچون راوینا تاندون، آرپیتا پال، آشیش بیشت، گاراو ناندا، سیمون فرنی، راج سوری و سانجای سوری ایفای نقش کرده‌اند.